# Geigenkam

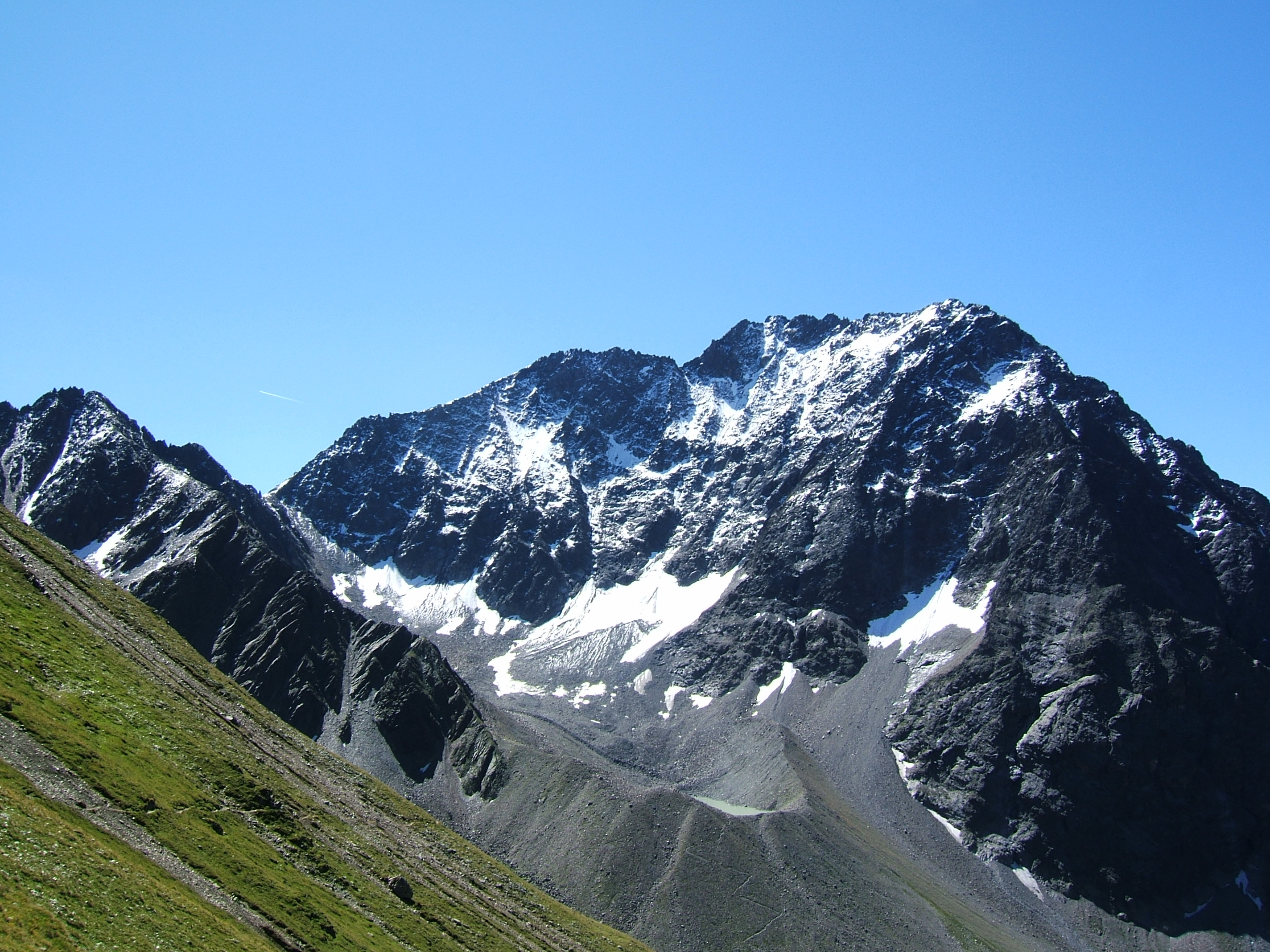
De Puitkogel, een van de meest markante bergen in de Geigenkam

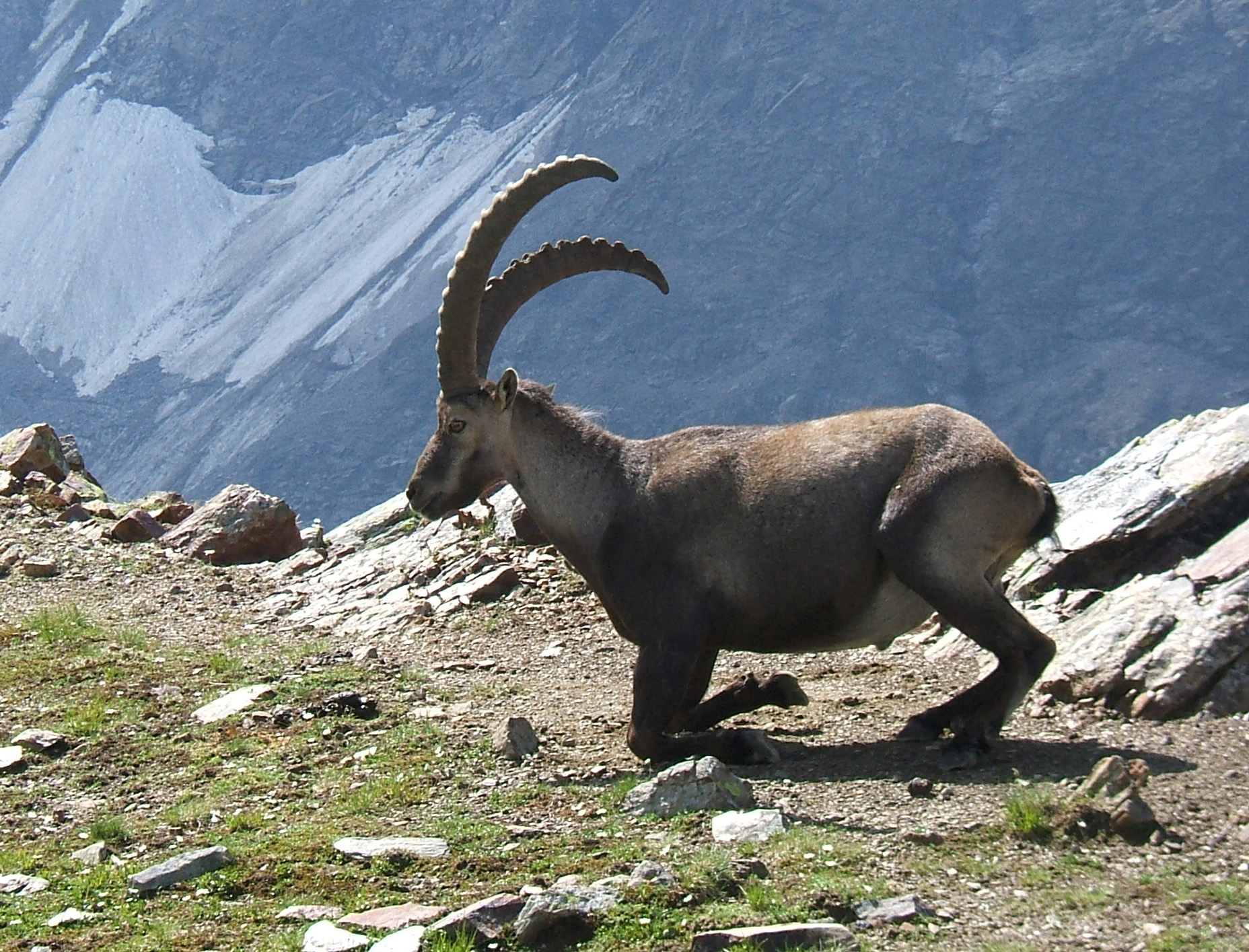
Steenbok bij Gabinten, boven de Rüsselsheimer Hütte

De Geigenkam is een bergketen behorend tot de Ötztaler Alpen in de Oostenrijkse deelstaat Tirol. De redelijk recht van noord naar zuidlopende bergkam vormt een 28 kilometer lange scheiding tussen het Pitztal in het westen en het Ötztal in het oosten. In het noorden liggen het Oberinntal en de Tschirgant, in het zuiden grenst de kam aan de Weißkam.
De hoogte van de bergen in de Geigenkam staat slechts weinig vergletsjering van de bergtoppen toe.
De Geigenkam is vernoemd naar de hoogste top in de kam, de 3395 meter hoge Hohe Geige. Andere belangrijke drieduizenders in de keten zijn de Fundusfeiler (3079 meter), de Luibiskogel (3112 meter), de Puitkogel (3345 meter) en de Wassertalkogel (3247 meter).
Tussen 1953 en 1957 werden steenbokken vanuit Zwitserland naar Tirol geïmporteerd en uitgezet, eerst in de Kaunergrat en later ook in de Geigenkam. Tegenwoordig zijn er in de Geigenkam, met name in het gebied rondom de Rüsselsheimer Hütte, weer vele steenbokken.

## Bergtoppen
Gemarkeerde bergtoppen in de Geigenkam zijn (van hoog naar laag) onder andere:
- Hohe Geige, 3395 meter
- Puitkogel, 3345 meter
- Silberschneide, 3343 meter
- Hoher Kogel, 3296 meter
- Breiter Kogel, 3256 meter
- Wassertalkogel, 3247 meter
- Gschrappkogel, 3194 meter
- Ampferkogel, 3186 meter
- Sonnenkogel, 3170 meter
- Kleine Geige (ook: Hoher Breitlehnkogel), 3163 meter
- Luibiskogel, 3112 meter
- Blockkogel, 3098 meter
- Plattigkogel, 3092 meter
- Reiserkogel, 3090 meter
- Wurmsitzkogel, 3080 meter
- Fundusfeiler, 3079 meter
- Breitlehner Felderkogel, 3075 meter
- Hundstalkogel, 3080 meter
- Hauerseekogel (ook: Oppenkogel), 3059 meter
- Hairlacher Seekopf, 3055 meter
- Langkarlesschneid, 3048 meter
- Nördlicher Polleskogel, 3035 meter
- Mittlerer Lehner Grieskogel, 3030 meter
- Nördlicher Lehner Grieskogel, 3022 meter
- Schwarzkogel, 3018 meter
- Pollesfernerkogel, 3015 meter
- Südlicher Lehner Grieskogel, 3010 meter
- Südlicher Polleskogel, 3005 meter
- Südlicher Dristenkogel, 2996 meter
- Langkarles-Grieskogel, 2986 meter
- Vorderer Einzeigerkogel, 2982 meter
- Dreizeiger Pollesturm, 2980 meter
- Nördlicher Dristenkogel, 2976 meter
- Zweizeiger Pollesturm, 2975 meter
- Wildgrat, 2974 meter
- Roter Turm, 2966 meter
- Einzeiger Pollesturm, 2957 meter
- Südlicher Feuerkogel, 2950 meter
- Roßkirpl, 2942 meter
- Nördlicher Feuerkogel, 2940 meter
- Rotkogel, 2940 meter
- Brechkogel, 2936 meter
- Riegelkopf (ook: Rifflspitz), 2936 meter
- Söldner Grieskogel, 2911 meter
- Vorderer Ampferkogel, 2911 meter
- Kreuzjöchlspitze, 2908 meter
- Rotbleißkogel (ook: Rotpleiskopf), 2894 meter
- Schwarzseekogel, 2885 meter
- Lange Wand (ook: Polleswand), 2865 meter
- Hohe Seite, 2857 meter
- Innerberger Felderkogel (ook: Hinterer Felderkogel), 2837 meter
- Schafhimmel, 2821 meter
- Niederer Breitlehnkogel, 2820 meter
- Leierskopf, 2814 meter
- Gransteinkopf, 2803 meter
- Breitlehner, 2793 meter
- Schartlaskogel, 2791 meter
- Graskogel, 2786 meter
- Hoher Kopf, 2784 meter
- Weiter Karkopf, 2777 meter
- Gemeindekopf, 2771 meter
- Murmentenkarspitze (ook: Murmentenkarkopf), 2770 meter
- Breitlehnerturm, 2765 meter
- Perlerkogel, 2763 meter
- Innerer Hahlkogel, 2739 meter
- Sturpen, 2718 meter
- Umgangkopf, 2701 meter
- Hoher Karkopf, 2686 meter
- Dreirinnenkogel, 2679 meter
- Kreuzjochspitze, 2675 meter
- Grabkogel, 2659 meter
- Äußerer Hahlkogel, 2658 meter
- Schwendtkopf, 2605 meter
- Innerer Wartkogel, 2590 meter
- Mitter Karkopf, 2588 meter
- Hochzeiger, 2560 meter
- Wildgartenkogel, 2556 meter
- Äußerer Wartkogel, 2550 meter
- Bloße, 2536 meter
- Erster Karkopf, 2511 meter
- Hahnenkamm, 2427 meter
- Sechszeiger, 2392 meter
- Mutzeiger, 2277 meter
- Zollberg, 2225 meter
- Wenderkogel, 2200 meter
- Mutkopf, 1990 meter
- Holzberg, 1560 meter

## Hutten
- Armelenhütte, 1750 meter
- Erlanger Hütte, 2550 meter
- Frischmannhütte, 2192 meter
- Hauerseehütte, 2383 meter
- Rüsselsheimer Hütte (Chemnitzer Hütte), 2323 meter
- Hahlkogelhaus, 2042 meter
- Hochzeigerhaus, 1876 meter
- Innerbergalm, 1990 meter
- Stabele Alm, 1908 meter